# Salgen
Salgen ist eine Gemeinde im schwäbischen Landkreis Unterallgäu. Die Gemeinde ist Mitglied der Verwaltungsgemeinschaft Pfaffenhausen.

## Geografie

### Lage
Salgen liegt circa 11 km nördlich von Mindelheim in der Region Donau-Iller in Mittelschwaben.

### Gemeindegliederung

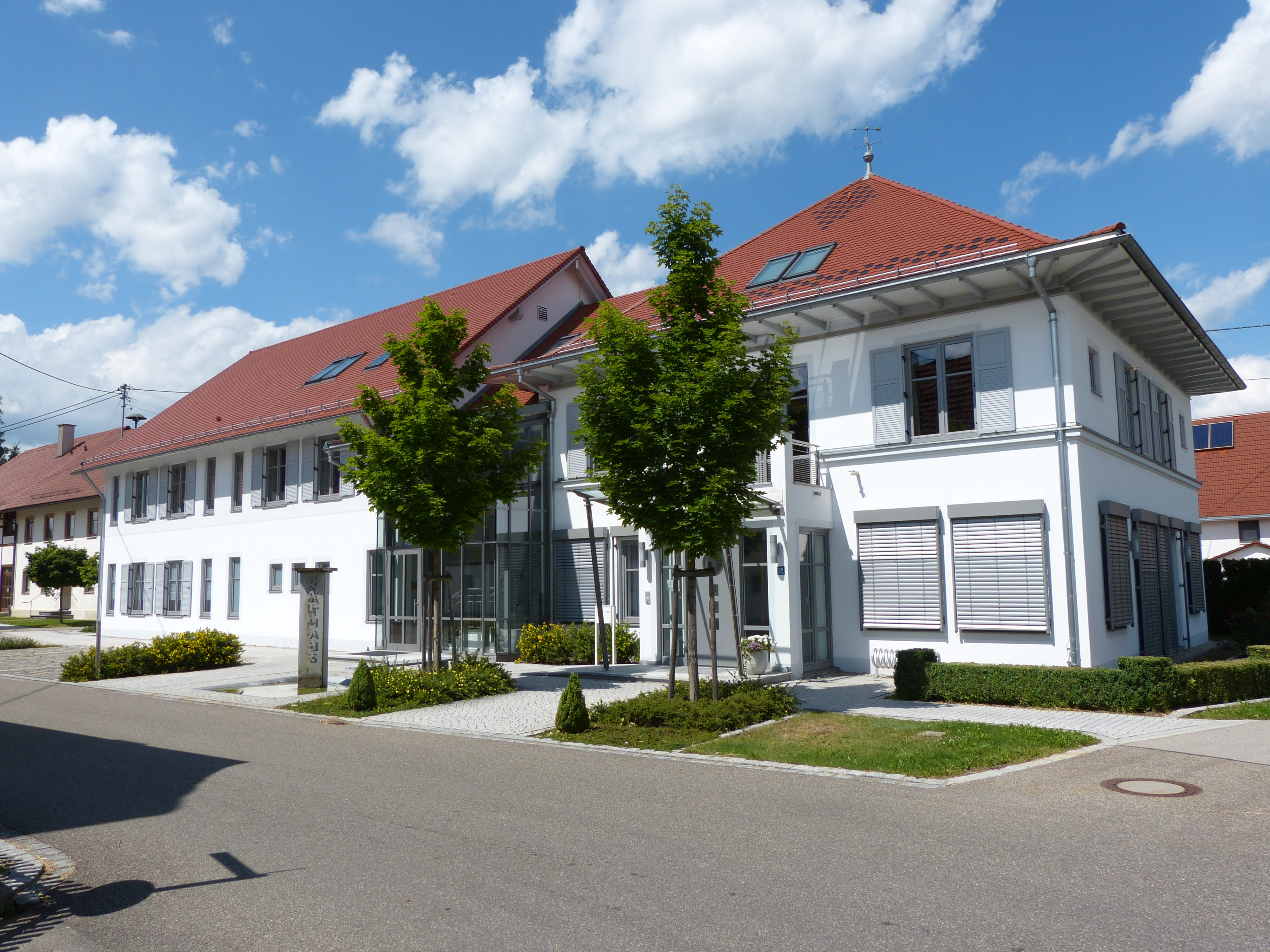
Rathaus in Salgen

Das Gemeindegebiet besteht aus den Gemarkungen Salgen, Bronnen und Hausen.
Die Gemeinde hat 5 Gemeindeteile (in Klammern ist der Siedlungstyp angegeben):
- Bronnen (Kirchdorf)
- Bronnerlehe (Weiler)
- Hausen (Pfarrdorf)
- Salgen (Pfarrdorf)
- Simonsberg (Weiler)

Abgegangen sind im Bereich von Hausen die Siedlungen Ringolzried, Fehrenbach, Sachsenau, Buch, Schatthausen, Ottenweiler.

## Geschichte

### Bis zur Gemeindegründung
Seit dem Dreißigjährigen Krieg gehörte Salgen zur Herrschaft Mindelheim, die Teil des Kurfürstentums Bayern war. Im Zuge der Verwaltungsreformen in Bayern entstand mit dem Gemeindeedikt von 1818 die heutige Gemeinde.

### Eingemeindungen
Im Zuge der Gebietsreform in Bayern wurden am 1. Mai 1978 die Gemeinden Bronnen und Hausen eingegliedert.

### Einwohnerentwicklung
| Jahr      | 1961 | 1970 | 1987 | 1991 | 1995 | 2000 | 2005 | 2010 | 2015 | 2020 |
| Einwohner | 1120 | 1135 | 1227 | 1325 | 1398 | 1479 | 1443 | 1409 | 1448 | 1434 |

Zwischen 1988 und 2018 wuchs die Gemeinde von 1221 auf 1467 um 246 Einwohner bzw. um 20,2 %.

## Politik

### Bürgermeister
Max  Miller (* 1921; † 31. Dezember 2016; Freie Wähler Salgen, Hausen, Bronnen) war 45 Jahre lang, von 1945 bis 1948 und von 1966 bis 2008 Bürgermeister. Zum Zeitpunkt des Ausscheidens war er 86 Jahre alt und dienstältester Bürgermeister in Bayern.
Nachfolger von Miller war vom 1. Mai 2008 bis 30. April 2020 Johann Egger (Freie Wählerver./Bürgerl. Block).
Erster Bürgermeister ist seit 1. Mai 2020 Roland Hämmerle. Er wurde als gemeinsamer Bewerber von Freier Wählergruppe Salgen, Wählervereinigung Hausen und Freier Wählergemeinschaft Bronnen nominiert und mit 98,9 % der Stimmen gewählt.

### Gemeinderat
Die Wahl am 15. März 2020 hatte folgendes Ergebnis:
- Freie Wählergruppe Salgen: 5 Sitze (43,2 %)
- Wählervereinigung Hausen: 4 Sitze (32,5 %)
- Freie Wählergemeinschaft Bronnen: 3 Sitze (24,3 %)

Gegenüber der Amtszeit 2014 bis 2020 gewann die Wählervereinigung Hausen einen Sitz zulasten der Freien Wählergruppe Salgen, die bisher mit 6 Gemeinderäten vertreten war.

### Wappen
| | Blasonierung: „Über blauem Wellenschildfuß, darin eine vierblättrige goldene Rosette, ein auf einem nach oben gekrümmten roten Balken stehender, herschauender schwarzer Löwe.“ |
| Wappenbegründung: Der auf dem roten, nach oben gekrümmten Balken stehende, herschauende schwarze Löwe entspricht dem Wappen der Herren von Mindelberg, zu deren Herrschaftsbereich seit dem 14. Jahrhundert das Gebiet der heutigen Gemeinde Salgen gehörte. Der blaue Wellenschildfuß erinnert an die Lage der Gemeinde im moorigen Mindeltal (Salger Moos), die goldene Rosette ist dem Konventwappen des Klosters Ottobeuren entnommen, für das bereits im 11. Jahrhundert Besitz in Salgen nachweisbar ist. Das Wappen wurde vom Heimatforscher Alois Angele entworfen und vom Heraldiker Max Reinhart aus Passau gestaltet, am 31. Juli 1979 durch Bescheid der Regierung von Schwaben genehmigt. | |

### Flagge
Die Flagge wurde am 17. September 1980 durch Bescheid der Regierung von Schwaben genehmigt. Die Flagge ist rot-gelb gestreift mit aufgelegtem Gemeindewappen.

## Baudenkmäler

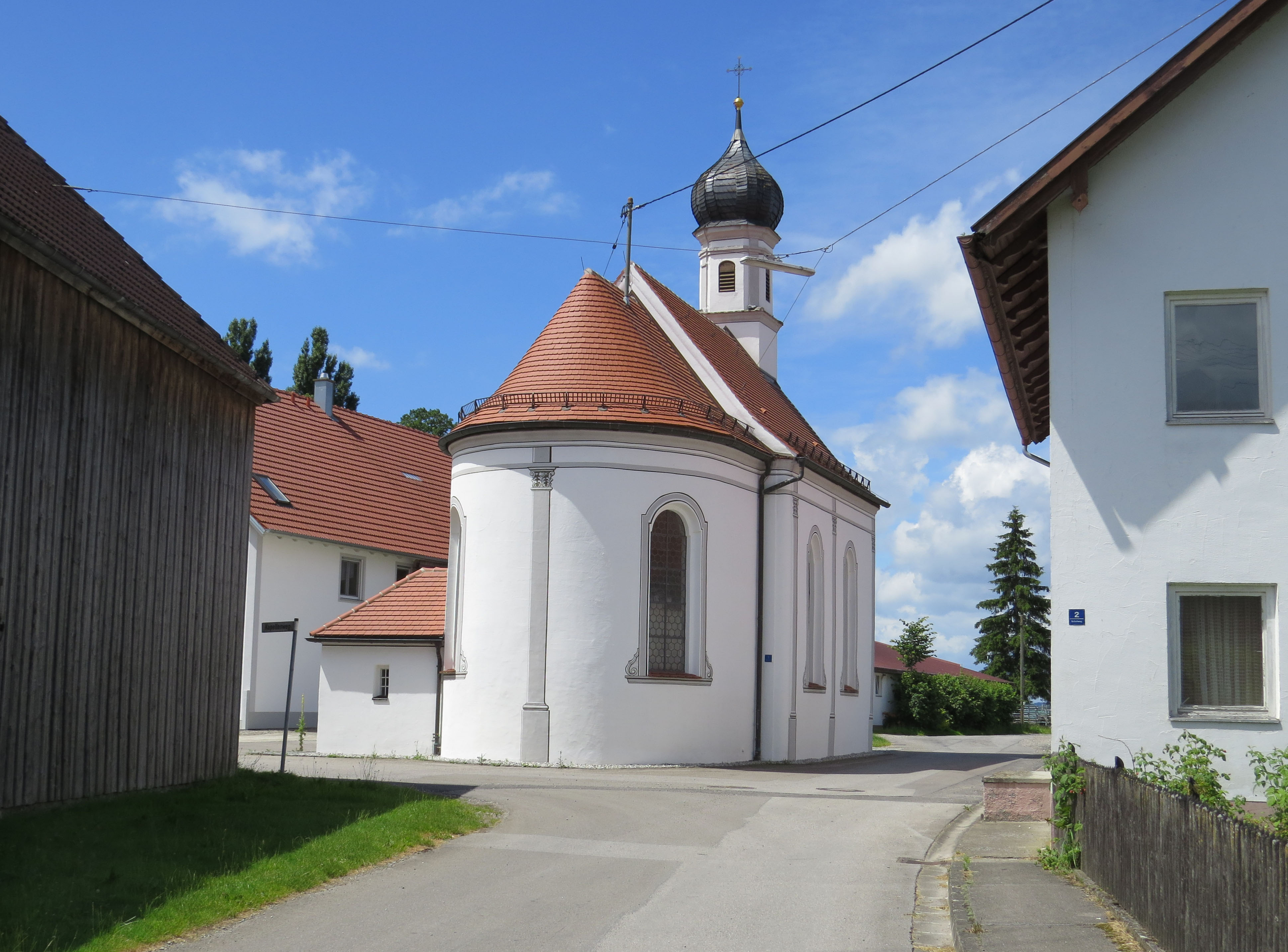
Kapelle in Bronnen
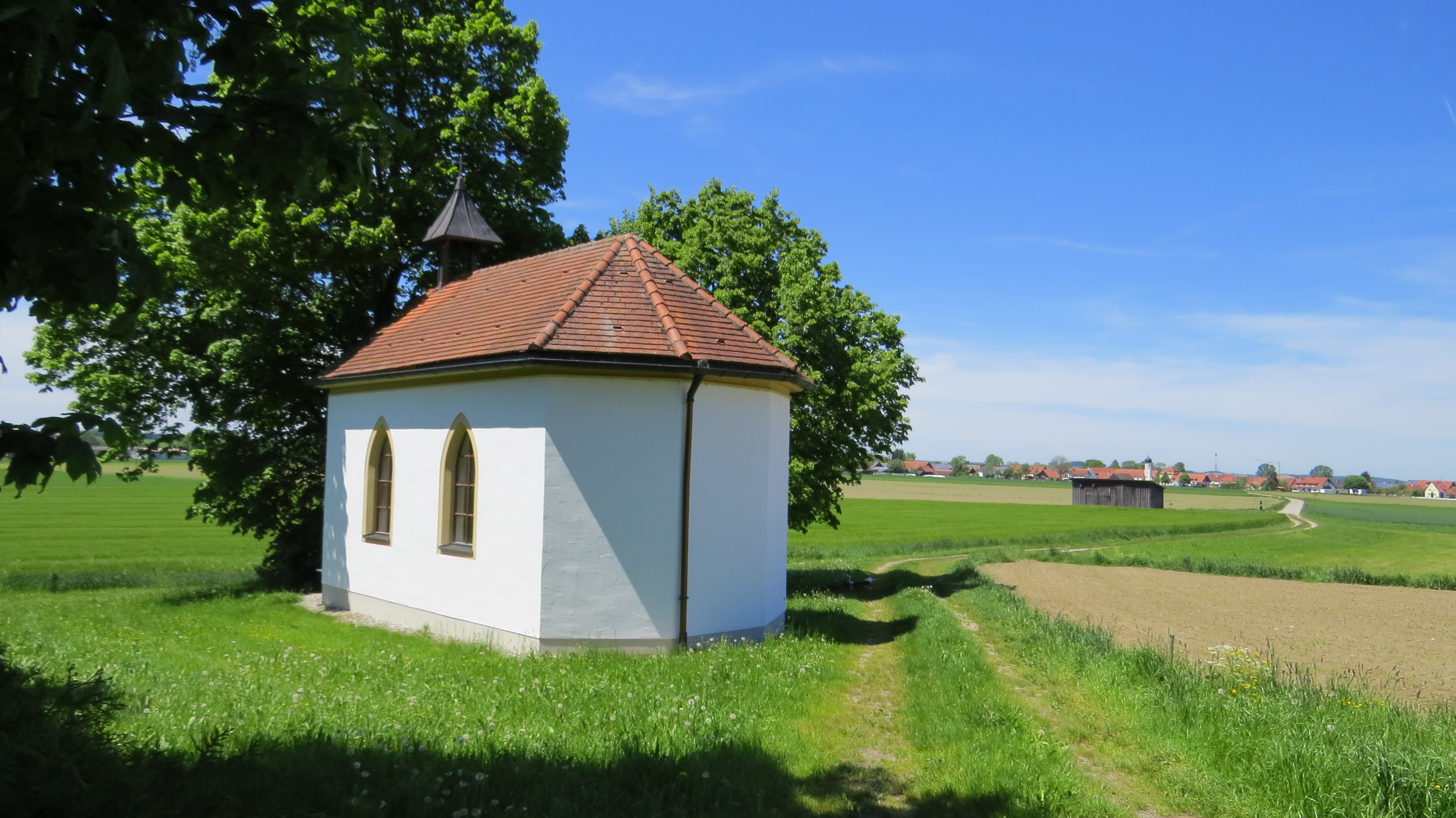
Kapelle Oberfeld bei Hausen
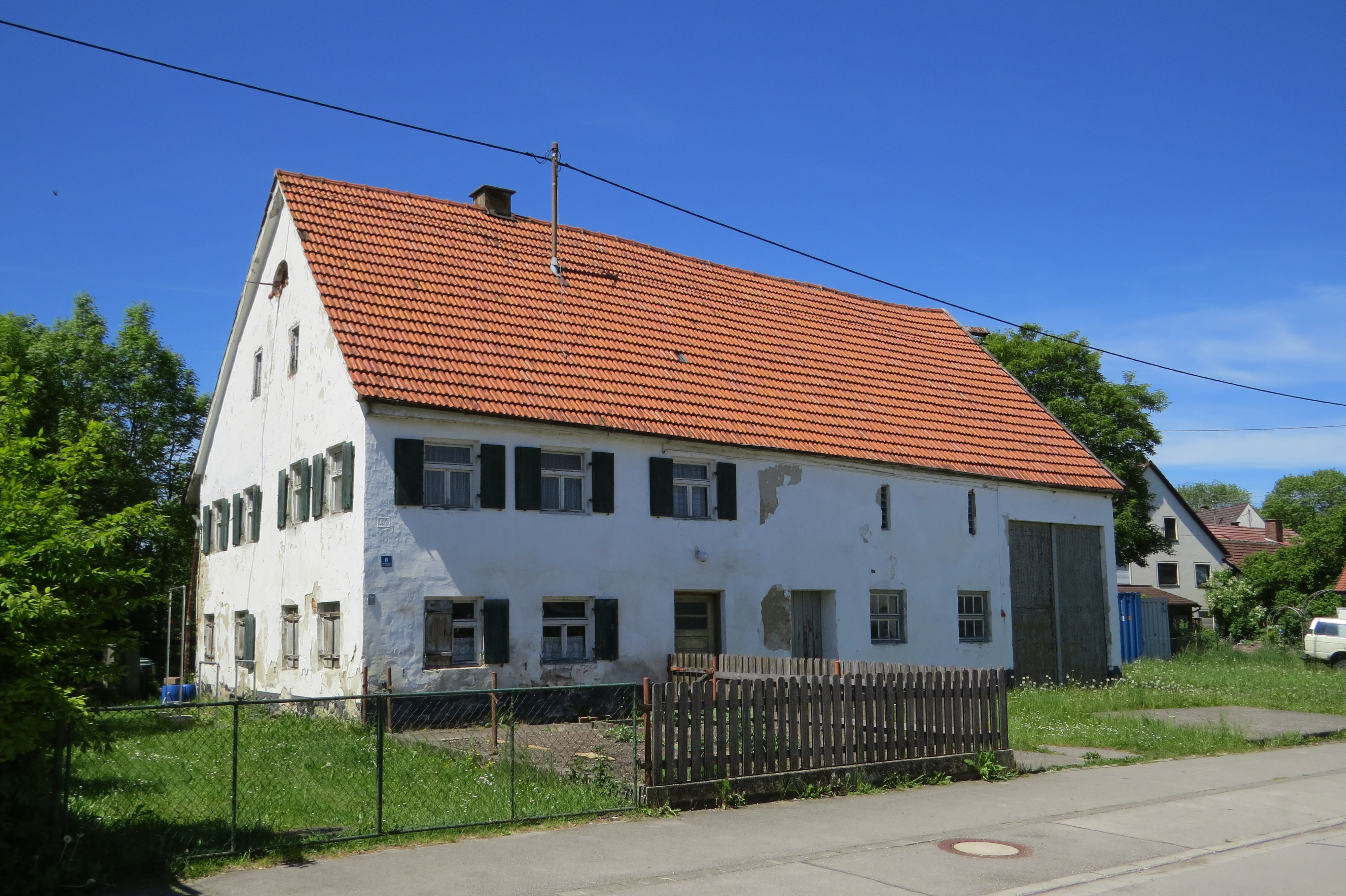
Bauernhaus in Hausen
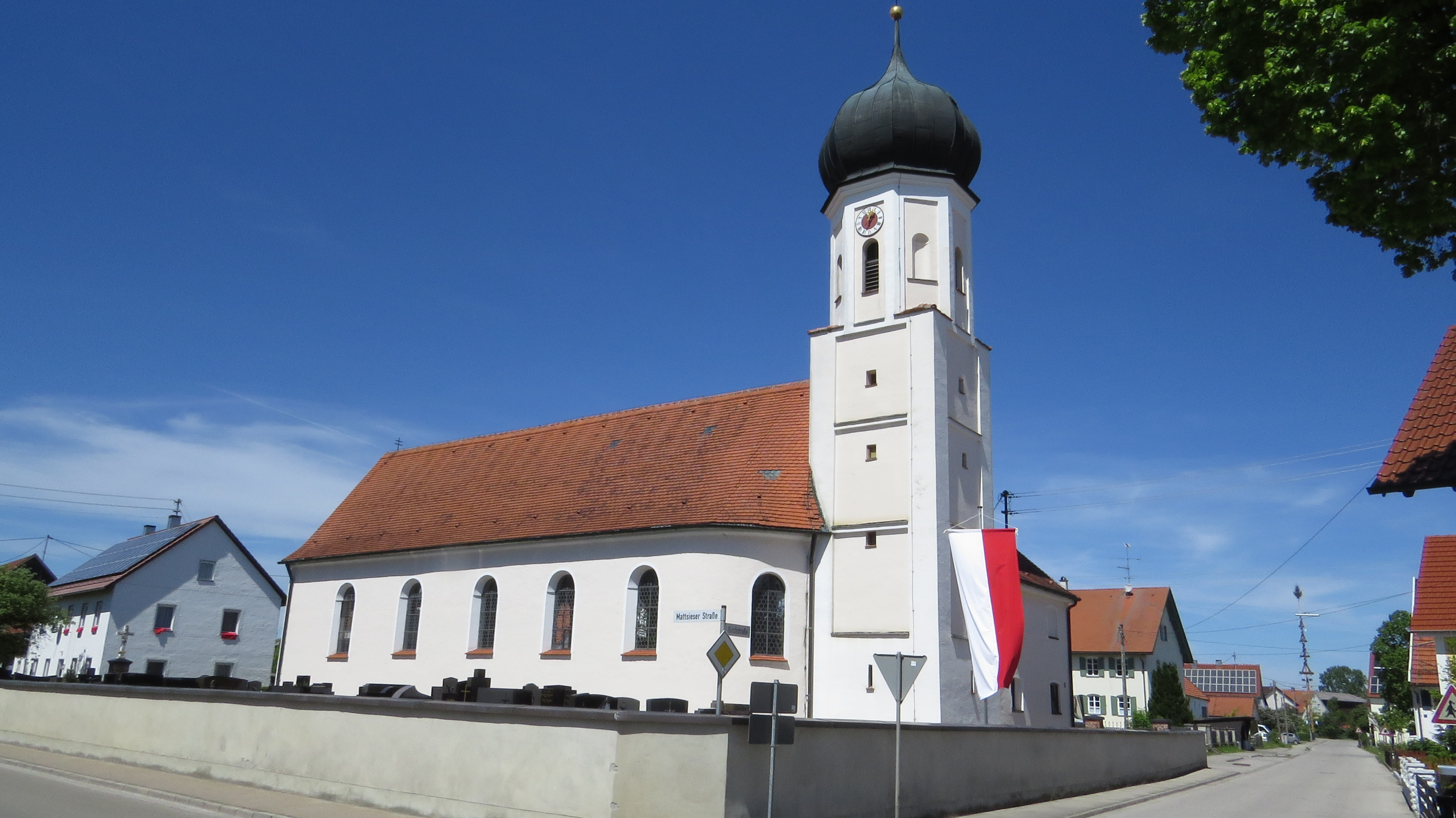
Kirche in Hausen
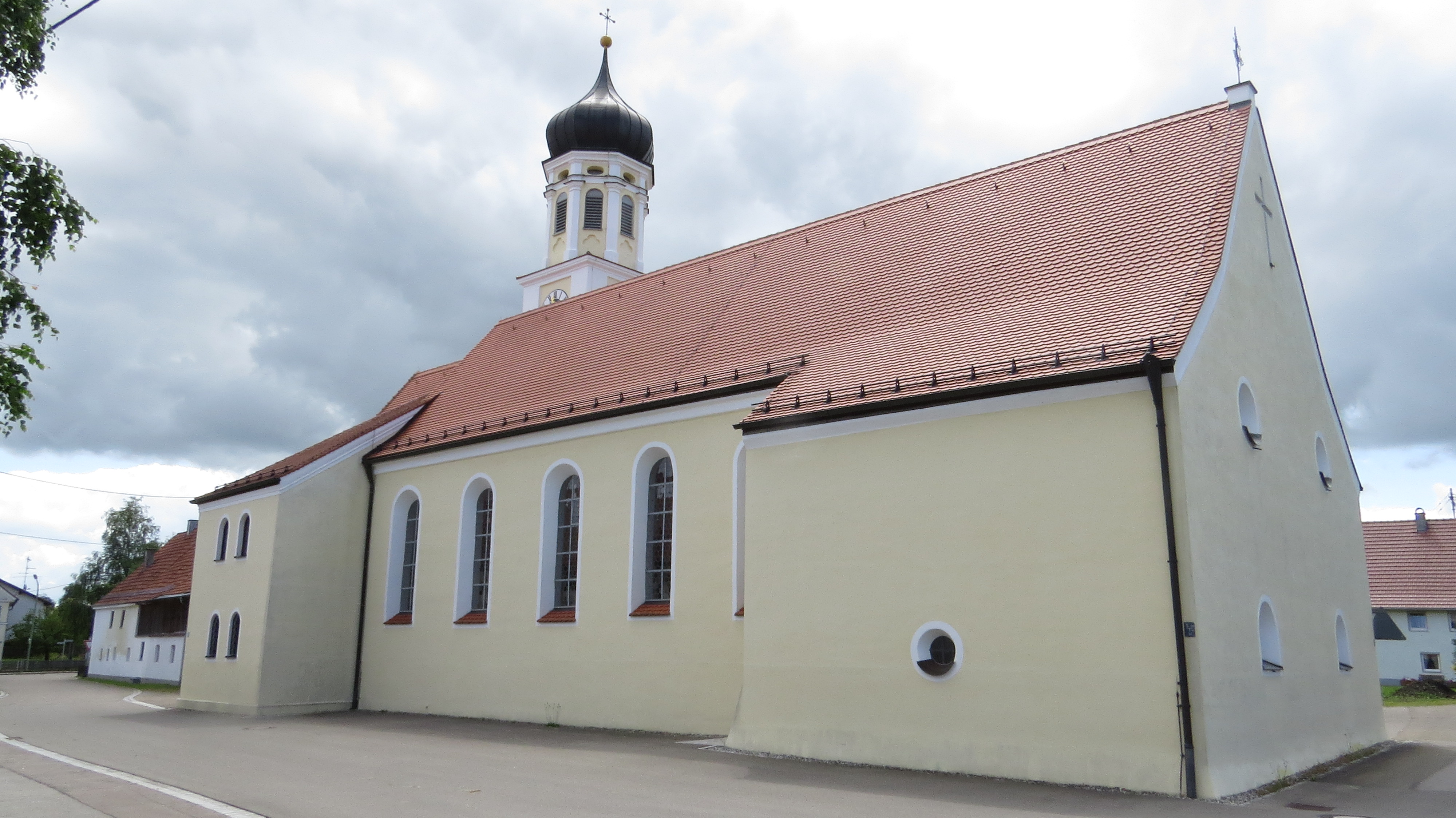
Kirche in Salgen

## Wirtschaft und Infrastruktur

### Wirtschaft einschließlich Land- und Forstwirtschaft
2018 gab es in der Gemeinde 326 sozialversicherungspflichtige Arbeitsplätze; von der Wohnbevölkerung standen 646 Personen in einer versicherungspflichtigen Beschäftigung. Damit war die Zahl der Auspendler um 320 höher als die der Einpendler. 11 Einwohner waren arbeitslos. Die 52 landwirtschaftliche Betriebe bewirtschafteten 2016 eine Fläche von 2129 Hektar.

### Verkehr
Durch Salgen verläuft die Kreisstraße MN 3, die zwei Kilometer südlich der Ortsmitte in die Bundesstraße 16 mündet.
Der Haltepunkt Hausen (Schwab) liegt im Ortsteil Hausen an der Bahnstrecke Günzburg–Mindelheim.

### Bildung
Zum 1. März 2019 gab es eine Kindertagesstätte mit 55 Plätzen und 46 betreuten Kindern, davon fünf unter drei Jahren.

## Persönlichkeiten
- David Tobias Schneider (* 1982 in Salgen), Schauspieler und freischaffender Künstler